# Cocentaina
Cocentaina é um município da Espanha na província de Alicante, Comunidade Valenciana. Tem 52,94 km² de área e em 2021 tinha 11 451 habitantes (densidade: 216,3 hab./km²).

## Demografia
| Variação demográfica do município entre 1991 e 2004 | Variação demográfica do município entre 1991 e 2004 | Variação demográfica do município entre 1991 e 2004 | Variação demográfica do município entre 1991 e 2004 |
| --------------------------------------------------- | --------------------------------------------------- | --------------------------------------------------- | --------------------------------------------------- |
| 1991                                                | 1996                                                | 2001                                                | 2004                                                |
| 10550                                               | 10737                                               | 10617                                               | 10907                                               |